# Megyer-hegyi Tengerszem Természetvédelmi Terület
A Megyer-hegyi tengerszem és környéke az Aggteleki Nemzeti Park kezelésében álló egyedülálló volt malomkőbánya, nagy jelentőségű bányatörténeti és földtani, valamint a bányászkodás befejezése óta kialakult botanikai és zoológiai emlék, védett terület, Károlyfalván, Borsod-Abaúj-Zemplén vármegyében.

## Földrajza és turizmusa
A tó Sárospatak városa fölött elhelyezkedő 324 méter magas Megyer-hegy területén található. Bár a nevében szerepel a tengerszem, ez egy bányató, amelynek vize csapadékvíz, nincs köze a tengerszemek gleccservizéhez. A hegy fő tömege jól megmunkálható és szilárd, átkovásodott felső miocén korú riolittufából áll, mely a kainozoikum korszakban képződött. Mélysége egyes helyeken a 6,5 métert is elérheti, a tavat körbevevő sziklafalak maximum 70 méterre magasodnak a víztükör fölé. A bányagödör mindössze 4000 köbméter.
Ma a tó kedvelt túrázó és kirándulóhely, valamint geológiai feltárulás és kultúrtörténeti bemutatóhely is, ahol napjainkban jó állapotban levő ösvények találhatók a turisták számára, és információs táblák is segítenek tájékozódásban. Gyalogos turistaösvényeken Károlyfalváról és Sárospatakról is megközelíthető. A Malomkő tanösvény kiemelt látogatottsággal bír, mely piros túraút-jelzéssel vezet Sárospatak belvárosától. Az erdőben a jelek jól kivehetőek, azonban a terep elég meredek, de érdemes nekivágni, hisz korlátok teszik biztonságossá azoknak, akik felülről – a hajdani bánya pereméről – is szeretnének bepillantani a vízzel kitöltött katlanba. Az ösvények hossza körülbelül 1 km.
2011-ben, az Origo internetes újság Csillagtúra nevű, Magyarország 7 természeti csodáját kereső online játékában az olvasók a Megyer-hegyi tengerszemet találták a legszebbnek, és sorolták az első helyre.

## Keletkezése és története
A 324 méter magas Megyer-hegy a földtörténeti harmadkor, középső miocén vulkanikus riolittufa kúpja, tömegét döntően horzsaköves – kovás riolittufa és hidrokvarcit építi fel.
A kovasavval átitatott kőzetet megszilárdulás után igen nagy keménység jellemzi, amelyet kristályos zárványai és üregei kiválóan alkalmassá tettek a malomkő-gyártásra. Az emberek itt bányászták ki a gabonaőrlők és az érczúzók malomköveit egészen a  15. századtól.  A bányászmunkások kisebb fülkéket vájtak maguknak a bánya falába, és itt is laktak. A malomkövek fejtését és kidolgozását több évszázadon át szinte ugyanolyan technikával, szerszámokkal és kézi munkával végezték.
Az egykori bánya fejtési gödrében mára jelentős mennyiségű csapadékvíz gyűlt fel. Így keletkezett a napjainkban is megtalálható állandó vizű tó, melynek össztömege 4000 köbméter, legmélyebb pontja 6,5 méter. Az összegyűlt víz eltávolítására a bányászat idején elvezető csatornákat is kialakítottak.
A  bányát 1907-ben zárták be a termelés folyamatos csökkenése miatt. Az egykori bányaudvaron jelenleg is megfigyelhető néhány félig kész malomkő, valamint a kőfaragó tevékenység melléktermékei.

## Védettsége
A tavat és környékét 1997-ben természetvédelmi területté nyilvánították, melynek teljes neve: Megyer-hegyi Tengerszem Természetvédelmi Terület. Célja a csapadékvíz felgyülemlésével kialakult tengerszem sajátos botanikai, zoológiai és földtani értékeinek megőrzése.
Területe 1,07 hektár, egész évben szabadon látogatható. Kezelője a Aggteleki Nemzeti Park Igazgatósága. A park Magyarország egyik legkisebb ilyen jellegű védett területe.

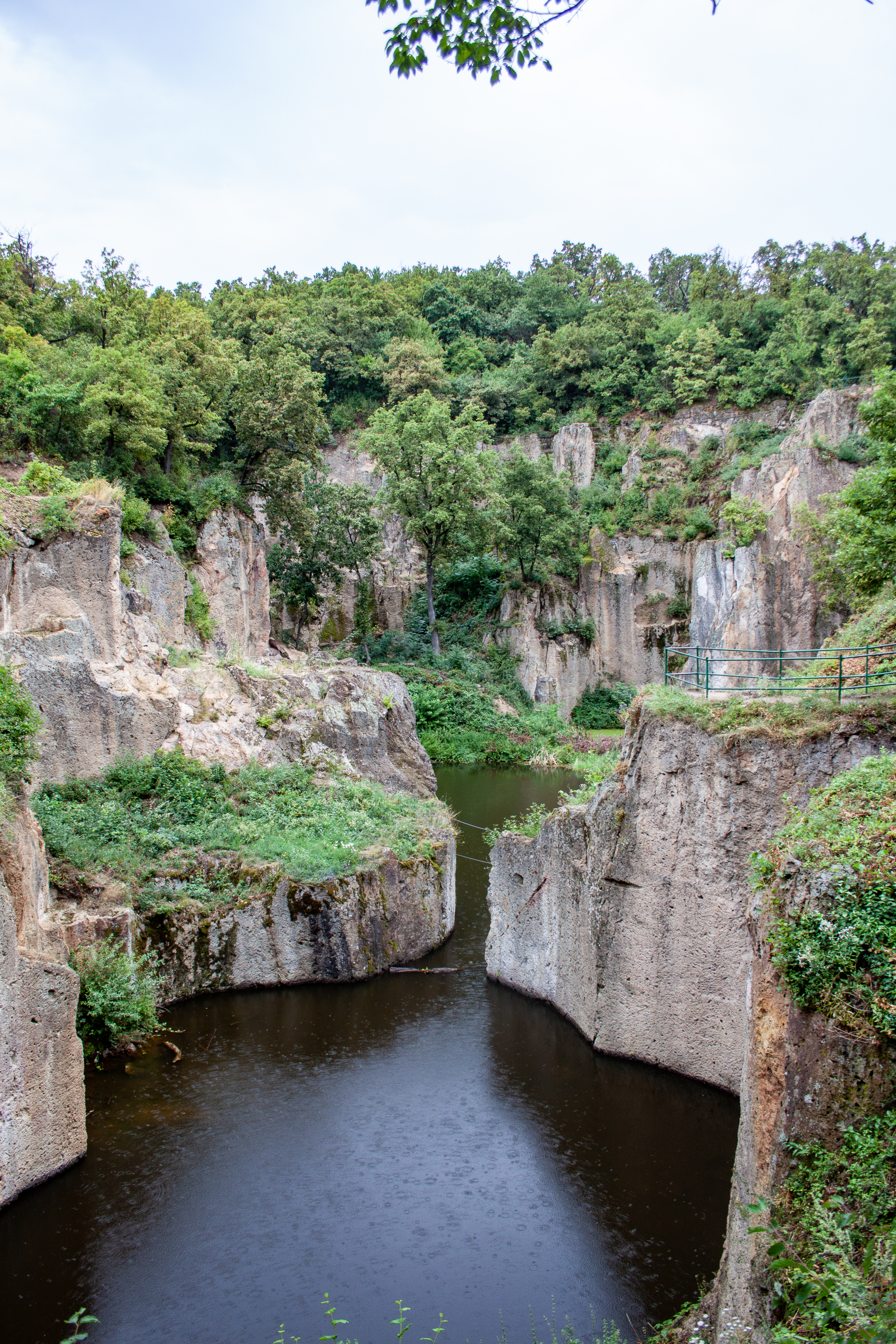
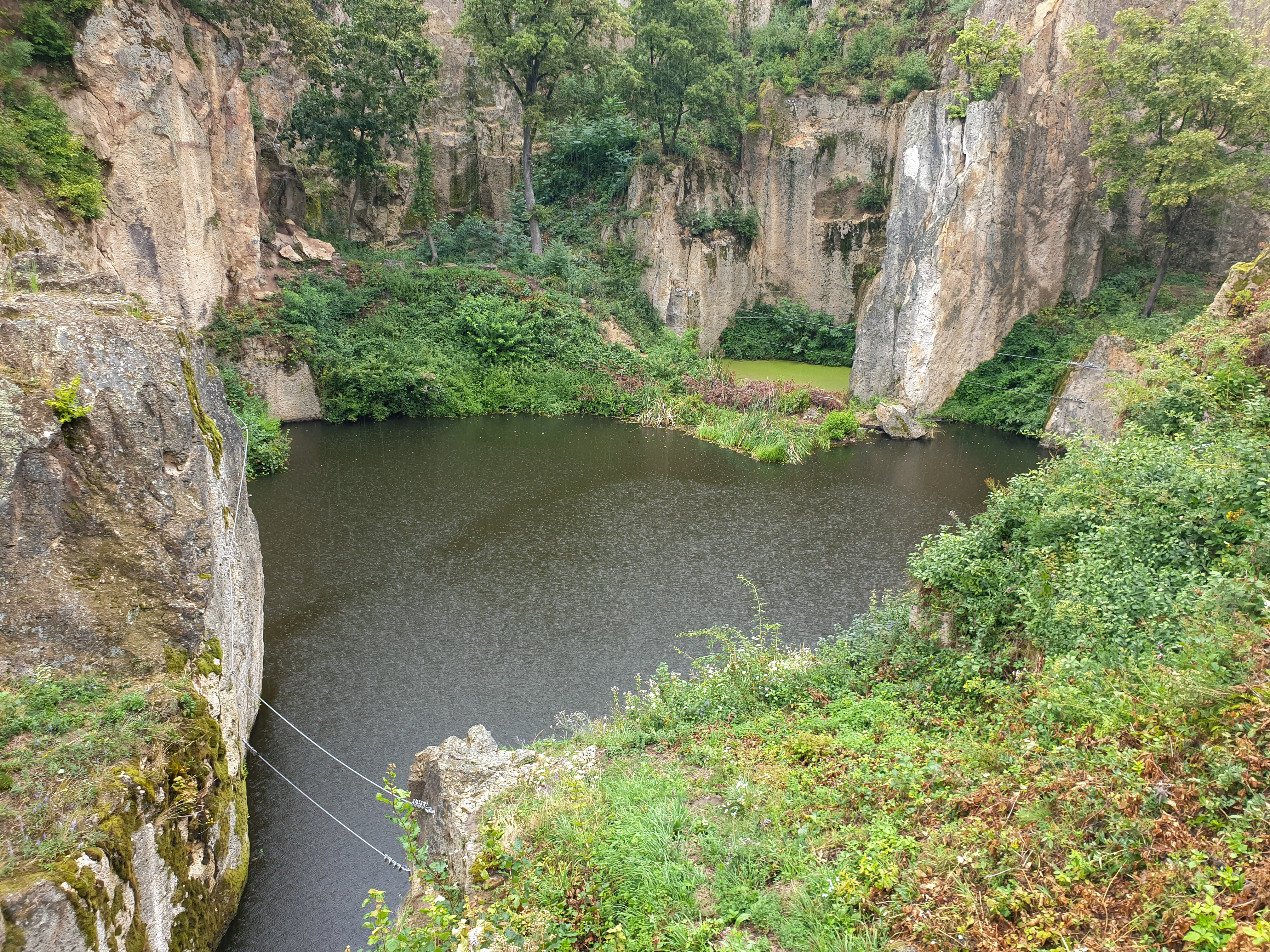
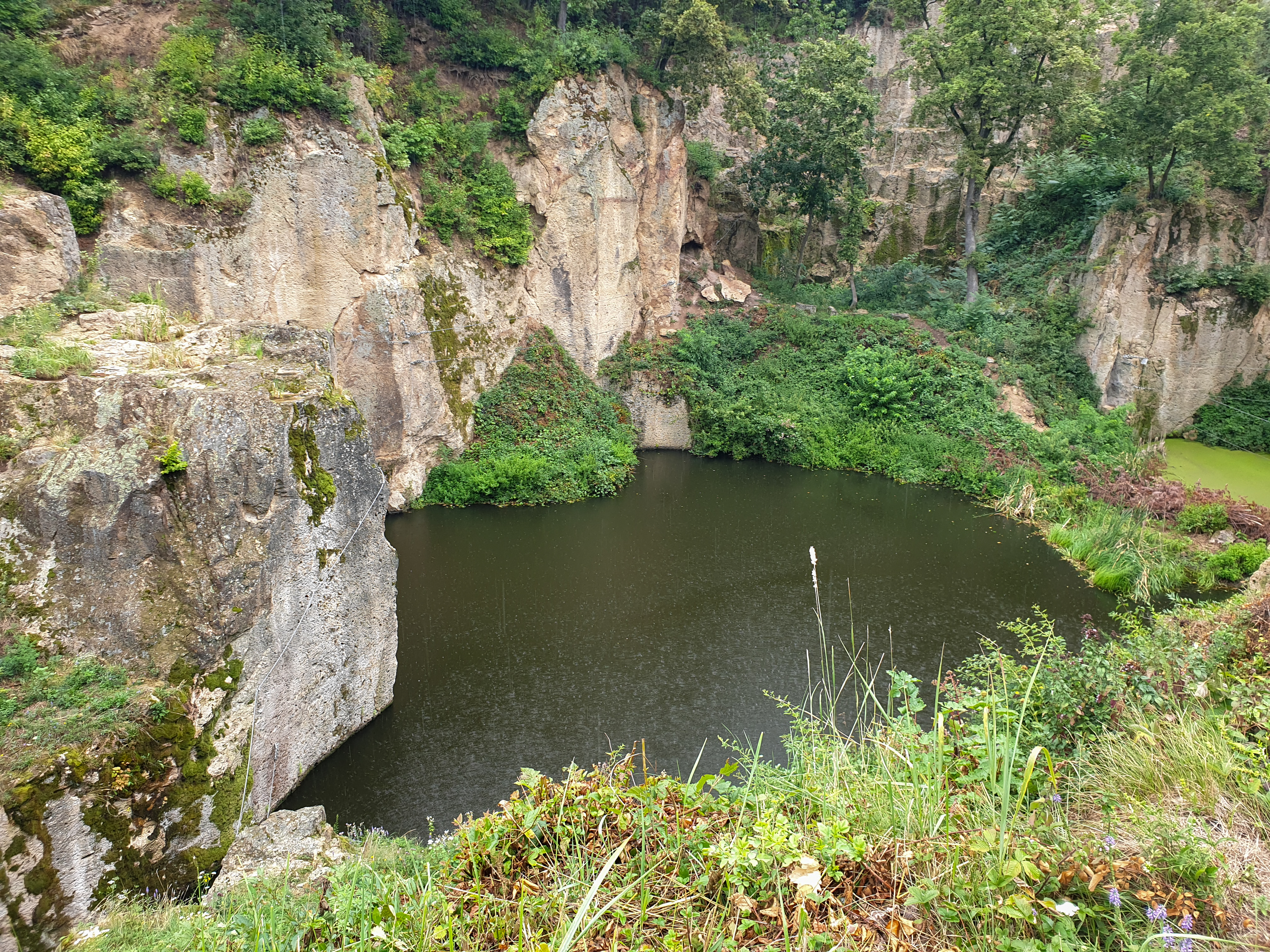
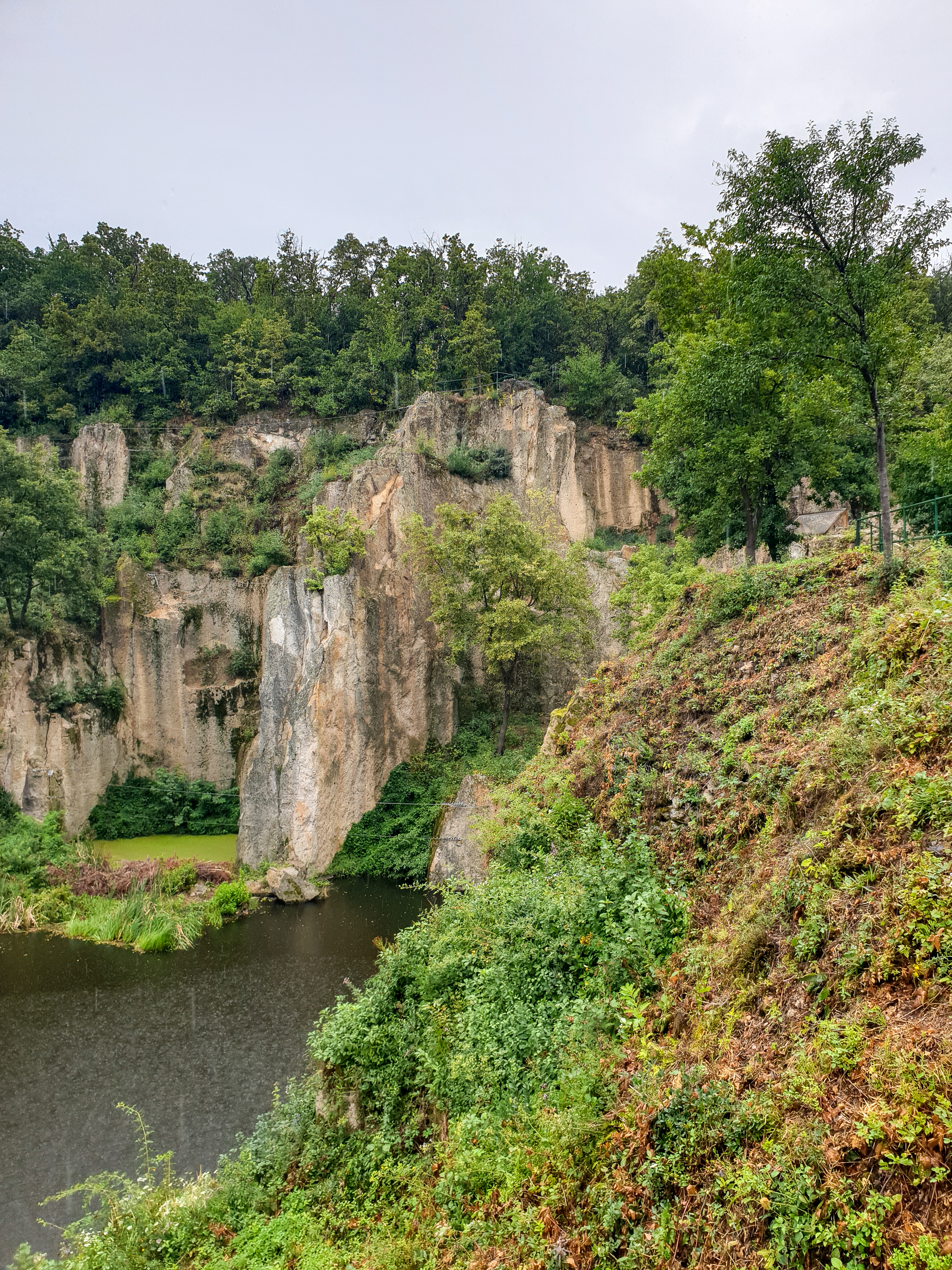